# برایان تایری هنری
برایان تایری هنری (انگلیسی: Brian Tyree Henry؛ زادهٔ ۳۱ مارس ۱۹۸۲) بازیگر آمریکایی است. او با بازی در مجموعهٔ کمدی-درام آتلانتا (۲۰۱۶–۲۰۲۲) به شهرت رسید و نامزد جایزه امی پرایم‌تایم برای بهترین بازیگر نقش مکمل شد. او پس از آن نقشی در فیلم ابرقهرمانی جاودانگان (۲۰۲۱) داشت و برای بازی در نقش مرد سوگواری در فیلم درام گذرگاه (۲۰۲۲) نامزد جایزه اسکار بهترین بازیگر نقش مکمل مرد شد.

## زندگی شخصی
مادر هنری در اوایل سال ۲۰۱۶ درگذشت. قسمتی از مجموعهٔ آتلانتا با نام «وودز» به او تقدیم شد.

## فیلم‌شناسی

### فیلم
| سال  | عنوان                                   | نقش                  | توضیحات             |
| ---- | --------------------------------------- | -------------------- | ------------------- |
| ۲۰۱۵ | پورتوریکویی‌ها در پاریس                  | اسپنسر               |                     |
| ۲۰۱۷ | Person to Person                        | مایک                 |                     |
| ۲۰۱۷ | Crown Heights                           | کلیتون "ماساپ" بنتون |                     |
| ۲۰۱۸ | Irreplaceable You                       | بنجی                 |                     |
| ۲۰۱۸ | Family                                  | پیت                  |                     |
| ۲۰۱۸ | هتل آرتمیس                              | هونولولو/لو          |                     |
| ۲۰۱۸ | ریک پسر سفیدپوست                        | دت. مل «روچ» جکسون   |                     |
| ۲۰۱۸ | بیوه‌ها                                  | جمال منینگ           |                     |
| ۲۰۱۸ | اگر خیابان بیل می‌توانست حرف بزند        | دنیل کارتی           |                     |
| ۲۰۱۸ | مرد عنکبوتی: به درون دنیای عنکبوتی      | جفرسون دیویس         | صداپیشه             |
| ۲۰۱۹ | Don't Let Go                            | گرت رادکلیف          |                     |
| ۲۰۱۹ | بازی بچگانه                             | کارآگاه مایک نوریس   |                     |
| ۲۰۱۹ | جوکر                                    | کارل                 |                     |
| ۲۰۲۰ | The Outside Story                       | چالز یانگ            |                     |
| ۲۰۲۰ | Superintelligence                       | دنیس کاروسو          |                     |
| ۲۰۲۱ | گودزیلا در برابر کونگ                   | برنی هیز             |                     |
| ۲۰۲۱ | زنی پشت پنجره                           | دتکتیو لیتل          |                     |
| ۲۰۲۱ | ویوو                                    | دانکارینو            | صداپیشه             |
| ۲۰۲۱ | جاودانگان                               | فستوس                |                     |
| ۲۰۲۲ | قطار سریع‌السیر                          | لیمون                |                     |
| ۲۰۲۲ | گذرگاه                                  | جیمز اوکوین          |                     |
| ۲۰۲۳ | فیل شعبده‌باز                            | لئو متین             | صداپیشه             |
| ۲۰۲۳ | مرد عنکبوتی: در میان دنیای عنکبوتی      | جفرسون دیویس         | صداپیشه             |
| ۲۰۲۳ | The Spider Within: A Spider-Verse Story | جفرسون دیویس         | فیلم کوتاه؛ صداپیشه |
| ۲۰۲۴ | گودزیلا و کونگ: امپراتوری جدید          | برنی هیز             |                     |
| ۲۰۲۴ | تبدیل‌شوندگان یک                         | مگاترون              | صداپیشه             |
| ۲۰۲۴ | فلینت استرانگ                           | جیسون کراچفیلد       |                     |
| ۲۰۲۵ | Atlantis                                |                      |                     |